# Asklepiadej
Asklepiadej (łac. versus Asclepiadeus) – iloczasowa miara wierszowa stosowana w starożytności w Grecji i Rzymie. Nazwa pochodzi od imienia poety greckiego z III wieku p.n.e. Asklepiadesa z Samos, przyjaciela Teokryta.
Asklepiadeje stosowali m.in. z poetów greckich Safona i Alkajos, z Rzymian - Katullus i Horacy.
Wyróżnia się dwie postaci tego wiersza, znane jako asklepiadej mniejszy i asklepiadej większy.

## Asklepiadej mniejszy
Asklepiadej mniejszy (nazwa pełna: trymetr chorijambiczny akatalektyczny, metrum Asclepiadeum primum) powstaje przez rozszerzenie glikoneja o jeden chorijamb. W roli cezury występuje przeważnie diereza po pierwszym chorijambie. Ogólny schemat metryczny jest następujący (- arsa, - sylaba krótka, - sylaba obojętna, - akcentowany anceps):
| 1. stopa                           | 2. stopa                                                                | 3. stopa                                                                | 4. stopa                       |
| ---------------------------------- | ----------------------------------------------------------------------- | ----------------------------------------------------------------------- | ------------------------------ |
| akcentowana sylaba · długa sylaba  | akcentowana sylaba · krótka sylaba · krótka sylaba · akcentowana sylaba | akcentowana sylaba · krótka sylaba · krótka sylaba · akcentowana sylaba | krótka sylaba · anceps w arsie |
| anceps w arsie · krótka sylaba     |                                                                         |                                                                         |                                |
| krótka sylaba · akcentowana sylaba |                                                                         |                                                                         |                                |

Przykład: Maecenas, atavis edite regibus (Horacy) 
U poetów eolskich nagłos asklepiadeja mniejszego przed pierwszą arsą jest swobodny (może być spondejem, trochejem, jambem lub pirychejem), u Rzymian zaś, którzy idą tu przypuszczalnie za manierą poezji aleksandryjskiej, jest wyłącznie spondeiczny.

## Asklepiadej większy
Asklepiadej większy (pełna nazwa: tetrametr chorijambiczny akatalektyczny) powstaje z asklepiadeja mniejszego przez rozszerzenie go o jeszcze jeden chorijamb:
| 1. stopa                           | 2. stopa                                                                | 3. stopa                                                                | 4. stopa                                                                | 5. stopa                       |
| ---------------------------------- | ----------------------------------------------------------------------- | ----------------------------------------------------------------------- | ----------------------------------------------------------------------- | ------------------------------ |
| akcentowana sylaba · długa sylaba  | akcentowana sylaba · krótka sylaba · krótka sylaba · akcentowana sylaba | akcentowana sylaba · krótka sylaba · krótka sylaba · akcentowana sylaba | akcentowana sylaba · krótka sylaba · krótka sylaba · akcentowana sylaba | krótka sylaba · anceps w arsie |
| anceps w arsie · krótka sylaba     |                                                                         |                                                                         |                                                                         |                                |
| krótka sylaba · akcentowana sylaba |                                                                         |                                                                         |                                                                         |                                |

Przykład: Alfene, immemor atque unanimis false sodalibus (Katullus)
Pozostałe uwagi jak do asklepiadeja mniejszego.